# Kindertotenlieder
Pour l’article homonyme, voir Kindertotenlieder (Mahler).

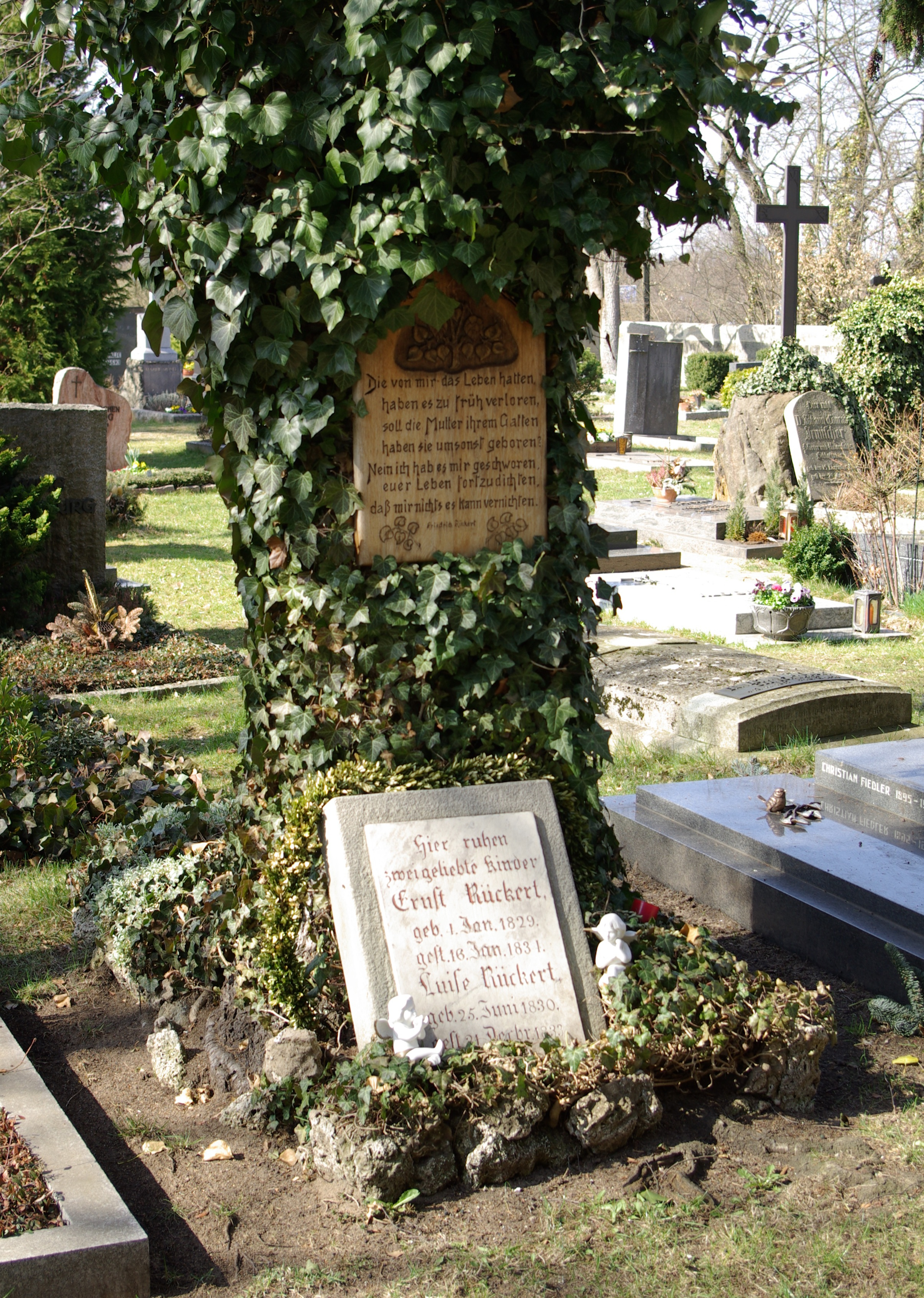
Tombe d’Ernst et de Luise Rückert dans le cimetière du quartier Neustadt à Erlangen. La plaque de bois fixée au bouleau (qui a sans doute été planté du vivant de Rückert) porte la deuxième strophe du poème Immer that ich ihren Willen.

Kindertotenlieder (ou Kindertodtenlieder, selon la graphie ancienne) est le titre donné par le poète allemand Friedrich Rückert aux 428 poèmes qu’il composa en 1833 et 1834, sous l’effet de la mort en bas âge de deux de ses enfants, Luise et Ernst.
Les Kindertotenlieder ont été rendues célèbres par l’adaptation musicale que le compositeur Gustav Mahler réalisa de cinq de ces poèmes en 1901 et 1904.

## Description
En 1833, tous les enfants de Rückert, alors au nombre de six, furent atteints de la scarlatine. Le 31 décembre 1833, celle qui était à ce moment la fille unique du poète, Luise, née le 25 juin 1830, en mourut. Le 16 janvier 1834, ce fut le plus jeune enfant de Rückert, son fils Ernst, né le 1er janvier 1829, qui s’éteignit à son tour. Les quatre autres enfants en revanche se rétablirent de la maladie.

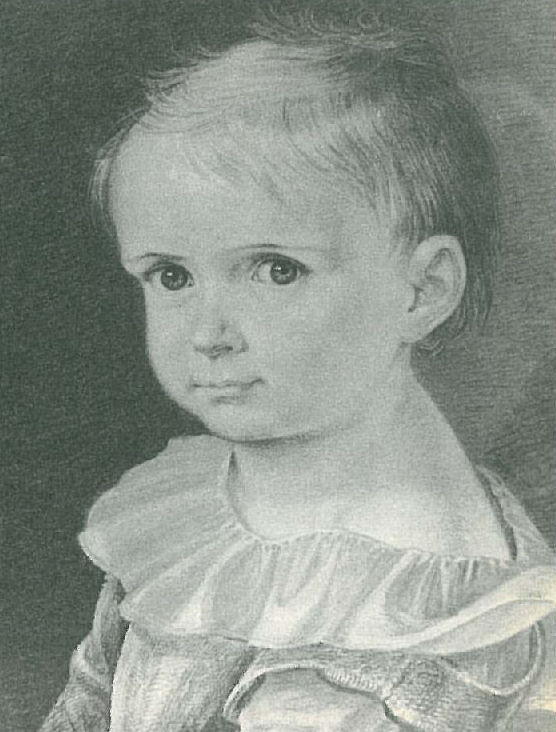
Luise Rückert (morte le 31 décembre 1833)
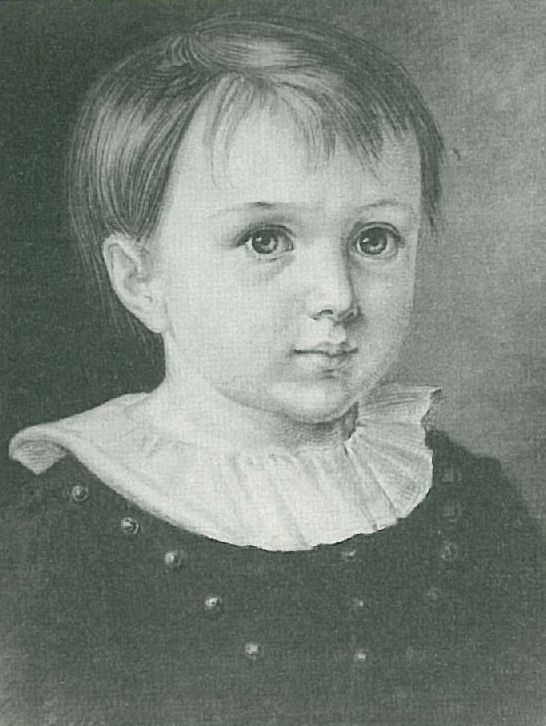
Ernst Rückert (mort le 16 janvier 1834)
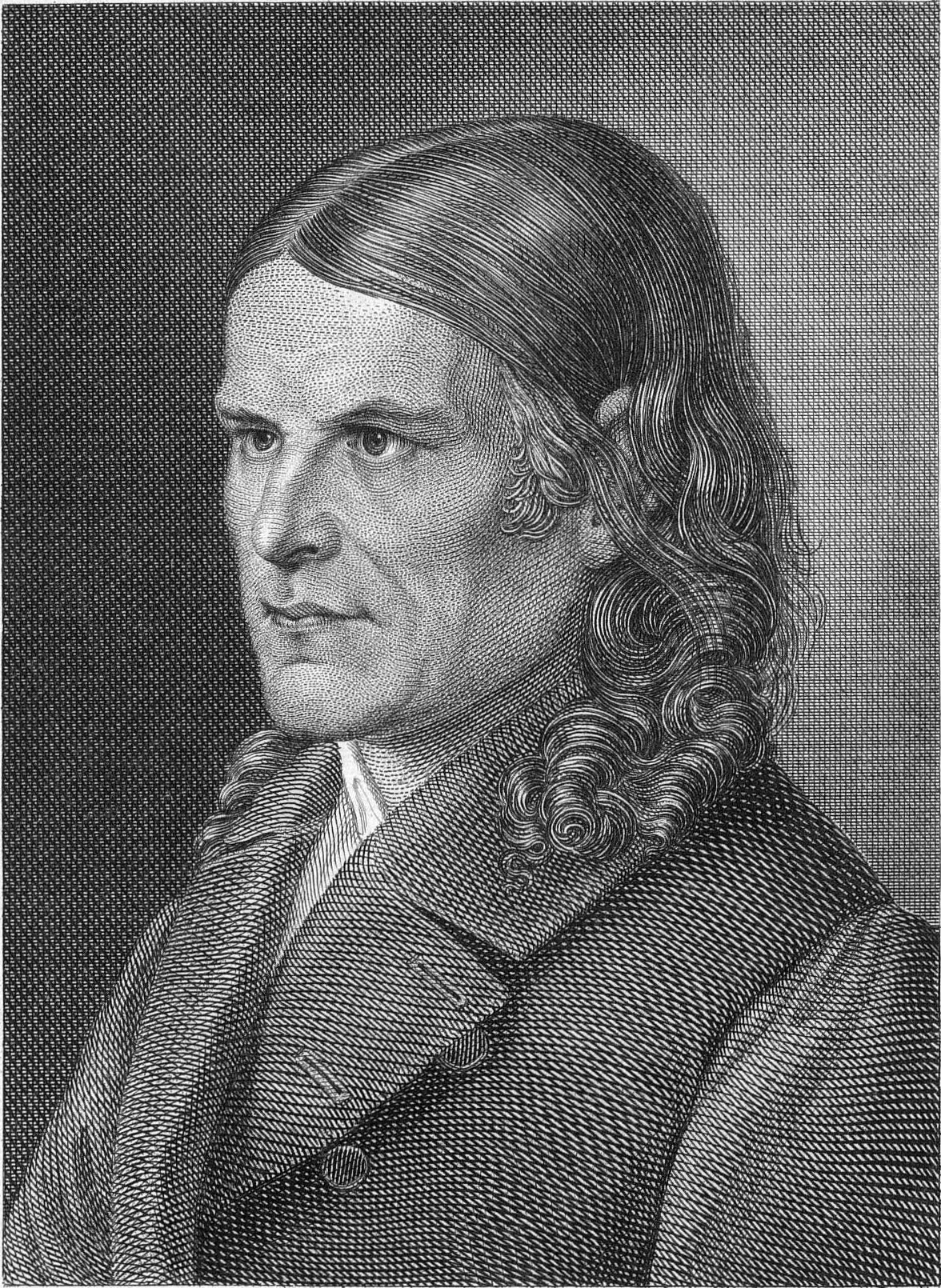
Friedrich Rückert par Carl Barth

Rückert écrivit dans la suite, en souvenir de ses « deux enfants les plus gentils et les plus beaux », plus de quatre centaines de Kindertotenlieder, desquels seul un petit nombre sera publié de son vivant et dont un échantillon très restreint sera plus tard mis en musique par Gustav Mahler. Ces poèmes apparaissent non comme des débordements de désespoir, mais comme autant de soupirs, où Rückert s’interroge sur le sens du destin. L’historien et écrivain Hans Wollschläger qualifia les Kindertodtenlieder de « plus grande complainte funèbre de la littérature universelle ». Annemarie Schimmel estime que la disparition de ces deux enfants marqua la fin de la période véritablement créatrice de Rückert comme poète ; en effet, il déclara à propos de sa fille Luise : « Elle n’est pas restée et m’a enlevé la parole », car il ne put, ainsi qu’il l’avait pourtant promis, la suivre.
Les poèmes sont fort disparates au regard de la longueur (de quatre à plus de 30 vers), du système de rime et de la métrique. Les répétitions de rimes, d’inspiration orientale, abondent.